# Ljudska univerza Škofja Loka
Ljudska univerza Škofja Loka je ljudska univerza s sedežem na Podlubniku 1a (Škofja Loka); ustanovljena je bila leta 1959.